# 森林窃盗罪
森林窃盗罪（しんりんせっとうざい）とは、森林においてその産物を窃取することを内容とする犯罪である。旧刑法373条に由来する犯罪類型であり、現在は森林法197条に規定されている。

## 概要
森林窃盗罪は、窃盗罪（刑法235条）の特別減軽類型である。本罪の法定刑が窃盗罪に比べて著しく減軽されている理由は、一般的に森林内では権利者の管理・占有の程度が緩やかであり、客体である森林産物は盗まれやすい状態に置かれていること、また、森林産物は土地に定着して生育する物であり、他の動産と比べて財産的価値が少ないこと等から、類型的に違法性が小さいと考えられたためである。

## 構成要件

### 客体
本罪の客体は「森林より産出する一切の物」（森林産物）であり、有機的産出物（森林内に生育している松茸やタケノコ等）だけでなく、無機的産出物をも含むとされる。したがって、例えば熔岩が森林の台地を成している場合、その熔岩は森林産物にあたる（東京高判昭和46年10月26日）。
なお、刑法242条の規定は適用されないため、他人が占有する自己の財物は本罪の客体にはならない（最判昭和52年03月25日）。

### 「森林において」の意義
「森林において」とは、本罪の客体である森林産物の生育していた森林またはこれと同一とみなすことのできる森林内であることを意味する。したがって、ある森林内に他の森林の産物が搬入されていた場合、当該産物を窃取したとしても本罪は成立しない。「他の森林の産物を搬入した場合のその産物に対する権利者の支配力は、通常の森林産物に対するそれよりも概して特別強度に働く」（最判昭和37年12月26日）ためである。

### その他
本罪は窃盗罪の特別類型であることから、上記以外は窃盗罪の構成要件と共通する。

## 法定刑
3年以下の懲役又は30万円以下の罰金である。ただし、保安林の区域内において犯したものであるときは、5年以下の懲役又は50万円以下の罰金に処される。

## 未遂犯
本罪の未遂犯は処罰される（森林法204条）。

## 親族相盗例
刑法244条の親族相盗例の規定は、本罪にも適用される。